# Rebirth (álbum de Jennifer Lopez)
Rebirth—en español: Renacimiento— es el cuarto álbum de estudio de la cantante estadounidense Jennifer Lopez. La fecha de salida del álbum fue el 1 de marzo de 2005 en Estados Unidos. Después de que terminó su compromiso con Ben Affleck, Lopez puso su carrera en pausa, ya que sentía que había estado en una "montaña rusa" durante años. Pronto se casó con el también artista hispano Marc Anthony, y confesó que había entrado en la "fase dos" de su vida, significando un nuevo comienzo. "Get Right" fue el primer sencillo del álbum, el cual fue un gran éxito a nivel global. "Hold You Down" fue el segundo sencillo, teniendo una recepción comercial mucho menor a comparación del lead single. El álbum recibió una puntuación total de 52 de 100 en el sitio Metacritic, recibiendo críticas mixtas.
A finales de 2004, López comenzó a trabajar en Rebirth con productores como Cory Rodney, Tim & Bob, Timbaland y Anthony. Ella explicó el concepto del álbum como si renaciera después del circo mediático que siguió a su romance con Affleck. Rebirth fue más suave que su material anterior y consistía principalmente en canciones de R&B de medio tiempo. También incluía géneros de dance, funk y hip hop.

## Trasfondo
En noviembre de 2002, Jennifer López se comprometió con el actor y director estadounidense Ben Affleck. Rápidamente, se convirtió en una relación mediática y sus protagonistas se vieron atosigados por los periodistas. Fue en esta época que Lopez publicó su tercer álbum de estudio, 'This Is Me... Then', un disco que la cantante dedicó a su prometido, quien se convirtió en la inspiración de gran parte de las canciones. El álbum fue un rotundo éxito comercial y se convirtió en uno de los más vendidos de la carrera de la artista.
La pareja, conocida por entonces como "Bennifer" se rompió ante el acoso de los medios en enero de 2004 y Jennifer decidió tomarse un descanso en su carrera musical. Unos meses después se casa con Marc Anthony, y ese mismo año se anuncia que la cantante se encontraba trabajando en un nuevo álbum, que se titularía Rebirth y que vendría acompañado por la colaboración de destacados artistas, como Fat Joe, Fabolous y del propio Anthony. También se adelantaron los títulos de algunas de las canciones cómo: 'Step Into My World', 'Cherry Pie' y 'Still Around'.

## Título

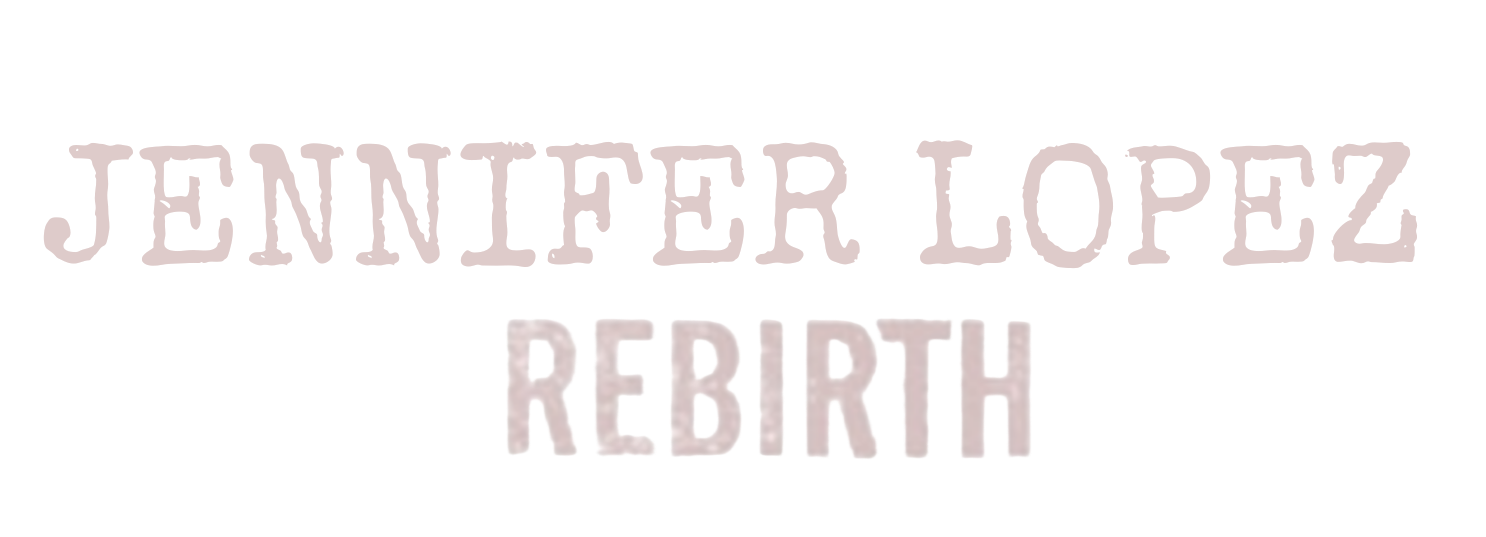
Logotipo del álbum

El título, Rebirth (Renacer) está referido a la situación personal de la intérprete, que acababa de iniciar una nueva relación y veía el futuro como un renacimiento. Lopez pretendía deshacerse de la imagen pública de J-Lo y centrase en ser Jennifer Lopez. Tras considerar que su carrera hasta ese momento había sido una montaña rusa de emociones, consideró que era el momento adecuado para comenzar de nuevo, regresando al punto en que su carrera comenzó. El título del álbum fue personal para López, cuando se sintió renacida y quería deshacerse de la diva "J-Lo", el público creía que ella era. Según Digital Spy, López declaró: "No soy J.Lo, ella no es una persona real. Ella fue simplemente un poco divertida, se volvió realmente loca. Nunca he sido nadie más que Jennifer." Consideró nombrar el álbum Call Me Jennifer, ya que esa sería su "forma de decir adiós a todo el asunto de J.Lo" Esto generó confusión entre el público sobre si López había abandonado su apodo, López admitió que sus comentarios fueron exagerados. Más tarde dijo: "Puedes llamarme J-Lo, Jennifer o Jenny. ¡No me importa!".
El álbum está también dedicado a Paige Peterson, una paciente enferma de cáncer, de la que Jennifer Lopez se hizo amiga durante las visitas al Hospital Infantil de Los Ángeles y que falleció a finales de 2004.

## Desempeño comercial
En Estados Unidos, Rebirth obtuve un éxito moderado, debutando en el segundo puesto de la lista Billboard 200, con ventas de 261.000 copias en la primera semana, inferiores a las de sus anterior álbum, This Is Me... Then. En su segunda semana en listas, el álbum cayó al puesto cuatro, con ventas de 87.000 copias. Durante su tercera semana en la lista, Rebirth cayó al número siete, vendiendo 60.000 copias, llevando su total después de tres semanas a 408.000. Cayó al número veinte la semana siguiente con unas ventas de 27.000 copias. El 14 de abril de 2005, Rebirth fue certificado platino por laRecording Industry Association of America (RIAA) para envíos de más de un millón de copias. En junio de 2005, el álbum había caído del top 100 de la lista. Al 24 de julio de 2020, el álbum había vendido 1.000.000 de copias en los EE. UU., según Nielsen Music/MRC Data.
Rebirth entró en la lista de álbumes canadienses en el número dos, vendiendo 19.700 copias. Finalmente fue certificado platino por Music Canada, marcando envíos de 100.000 copias. Alcanzó el número ocho en la lista de álbumes del Reino Unido, vendiendo 41.000 copias durante su primera semana. Había vendido más de 124.000 copias a finales de año y obtuvo la certificación oro.

## Posicionamiento en listas
| Lista (2005)                            | Posición más alta |
| --------------------------------------- | ----------------- |
| Australia (ARIA)                        | 10                |
| Australian Urban Albums (ARIA)          | 2                 |
| Austria (Ö3 Austria)                    | 5                 |
| Bélgica (Ultratop flamenca)             | 4                 |
| Bélgica (Ultratop valona)               | 4                 |
| Canadá (Billboard Canadian Albums)      | 2                 |
| República Checa (ČNS IFPI)              | 29                |
| Dinamarca (Hitlisten)                   | 15                |
| Países Bajos (Album Top 100)            | 1                 |
| European Albums (Billboard)             | 1                 |
| Finlandia (Suomen Virallinen Lista)     | 19                |
| Francia (SNEP)                          | 7                 |
| Alemania (Offizielle Top 100)           | 3                 |
| Grecia (IFPI)                           | 6                 |
| Greek Foreign Albums (IFPI)             | 2                 |
| Hungría (MAHASZ)                        | 3                 |
| Irlanda (IRMA)                          | 9                 |
| Italia (FIMI)                           | 3                 |
| Japón (Oricon)                          | 3                 |
| México (AMPROFON)                       | 19                |
| Nueva Zelanda (Recorded Music NZ)       | 22                |
| Noruega (VG-lista)                      | 25                |
| Polonia (ZPAV)                          | 8                 |
| Portugal (AFP)                          | 11                |
| Escocia (Scottish Albums Chart)         | 17                |
| Singapur (RIAS)                         | 6                 |
| Corea del Sur (RIAK)                    | 8                 |
| España (PROMUSICAE)                     | 2                 |
| Suecia (Sverigetopplistan)              | 14                |
| Suiza (Schweizer Hitparade)             | 1                 |
| Reino Unido (UK Albums Chart)           | 8                 |
| Reino Unido (UK R&B Albums)             | 1                 |
| Estados Unidos (Billboard 200)          | 2                 |
| Estados Unidos (Top R&B/Hip-Hop Albums) | 2                 |

| Lista (2005)                                      | Posición |
| ------------------------------------------------- | -------- |
| Australia (ARIA)                                  | 24       |
| Bélgica (Ultratop Flanders)                       | 69       |
| Bélgica (Ultratop Wallonia)                       | 58       |
| Países Bajos(Dutch Charts)                        | 68       |
| Francia (SNEP)                                    | 128      |
| Alemania (Offizielle Top 100)                     | 96       |
| Hungría (MAHASZ)                                  | 96       |
| Italia (FIMI)                                     | 76       |
| Japón (Oricon)                                    | 61       |
| México (AMPROFON)                                 | 52       |
| México (Schweizer Hitparade)                      | 61       |
| Reino Unido (OCC)                                 | 155      |
| Estados Unidos Billboard 200 (Billboard)          | 95       |
| Estados Unidos Top R&B/Hip-Hop Albums (Billboard) | 58       |
| Worldwide Albums (IFPI)                           | 40       |

## Créditos y personal
Créditos adaptados del folleto del álbum de Rebirth.
Producción
- Mert Alas – fotografía
- Jim Annunziato – asistente engineer
- Marc Anthony – productor
- Robert Anthony – productor
- Chris Avedon – ingeniero
- Scotty Beats – ingeniero
- Big Boi – productor
- Gregory Bruno – productor
- Cutmaster Swift – productor
- Danja – productor
- Hector Diaz – programador, productor
- Dylan Ely – ingeniero asistente
- Mauricio Gasca -arreglista, programador, ingeniero de grabación
- Mike Evans – coordinación de producción
- Katie Grand – estilista
- Rich Harrison – programador, productor
- Fred "Uncle Freddie" Jerkins III – productor
- Rodney Jerkins – programador, productor
- Tim Kelley – drum programming - productor
- Peter Wade Keusch – ingeniero, mezclador
- Jennifer Lopez – productora ejecutiva
- Andrew McKay – coordinación de producción
- Nyce Boy – productor
- Oribe – estilista
- Julian Peploe – director de arte
- William E. Pettaway Jr. – coordinación de producción
- Marcus Piggott – fotografía
- Herb Powers – fotografía
- Geneva Randolph – coordinación de producción
- Cory Rooney – productor, productor ejecutivo, productor vocal
- Bruce Swedien – ingeniero, mezclador
- Delisha Thomas – arreglista vocal
- Charlotte Tilbury – maquillista
- Timbaland – productor
- Mike Tschupp – ingeniero Asistente

Créditos de desempeño
- Jennifer Lopez – vocales
- Marco Britti – drums
- Mario Guini – guitarra
- Bob Robinson – guitarra eléctrica
- Erben Perez – bajo
- Cory Rooney – teclado
- Tim Kelley – bass, teclado
- Delisha Thomas – voces de fondo
- Andrea Mendez – voces de fondo
- Candice Nelson – voces de fondo
- Makeba Riddick – voces de fondo
- Rudaina Haddad – voces de fondo

## Lista de canciones
| Edición estándar |                                  | |          |  |
| N.º              | Título                           | Escritor(es)                                                                                          | Duración |  |
| 1.               | «Get Right»                      | Rich Harrison, James Brown                                                                            | 3:46     |  |
| 2.               | «Step Into My World»             | Rodney Jerkins, Delisha Thomas, Fred Jerkins III, Hector Diaz                                         | 4:05     |  |
| 3.               | «Hold You Down» (feat. Fat Joe)  | Gregory Christopher, Gregory Bruno, Makeba Riddick, Joe Cartagena, Rooney, Larry Troutman, Billy Beck | 4:33     |  |
| 4.               | «Whatever You Wanna Do»          | Harrison, Delma Anthony Churchill, Harvey Fuqua, Kenneth Hawkins                                      | 3:49     |  |
| 5.               | «Cherry Pie»                     | Jennifer Lopez, Tim Kelley, Bob Robinson, Rooney                                                      | 4:06     |  |
| 6.               | «I Got U»                        | Jerkins, Jerkins III, Thomas, LaShawn Daniels, Aaron Pearce                                           | 3:57     |  |
| 7.               | «Still Around»                   | Antwan Patton, Archie Hall, Rooney                                                                    | 3:22     |  |
| 8.               | «Ryde or Die»                    | Robert "Big Bert" Smith, Blake English, Brandy Norwood                                                | 4:03     |  |
| 9.               | «I, Love»                        | Kelley, Robinson, Rooney                                                                              | 3:42     |  |
| 10.              | «He'll Be Back»                  | Walter Millsap III, Candice Nelson, Timothy Mosley                                                    | 4:18     |  |
| 11.              | «(Can't Believe) This is Me»     | Lopez, Marc Anthony, Rooney                                                                           | 4:44     |  |
| 12.              | «Get Right» (featuring Fabolous) | Harrison, Brown                                                                                       | 3:51     |  |
| 48:13            |                                  | |          |  |

| Edición Japonesa |                            |              |          |  |
| N.º              | Título                     | Escritor(es) | Duración |  |
| 13.              | «Get Right» (Instrumental) |              |          |  |

| N.º | Título      | Duración |  |
| 13. | «Get Right» |          |  |

| Edición DualDisc, con DVD |        |          |  |
| N.º                       | Título | Duración |  |